# 諦聽
諦聽，又稱「善聽」，佛教、中國神話中的神獸。相傳是地藏王菩薩的座騎，常被供奉於佛寺地藏王菩薩的案側。
關於諦聽最早的記載是《道明還魂記》載唐大曆十三年（778年）道明和尚入冥見地藏，寫地藏真容，並說地藏旁有文殊菩萨化身为金毛獅子，諦聽死者的生前事。
其造型描述為虎頭、犀角、犬耳、龍身、獅尾、麒麟足。
相傳其能分辨世間一切善惡賢愚。吳承恩《西遊記》：「那諦聽若伏在地下，一霎時，便可將四大部洲山川社稷、洞天福地之間，蠃蟲、鱗蟲、毛蟲、羽蟲、昆蟲，天仙、地仙、神仙、人仙、鬼仙，顧鑒善惡，察聽賢愚。」